# Diaphanoptera
Diaphanoptera é um género botânico pertencente à família Caryophyllaceae.